# Аннинский район
А́ннинский райо́н — административно-территориальная единица (район) и муниципальное образование (муниципальный район) на севере Воронежской области России.
Административный центр — посёлок городского типа Анна.

## География

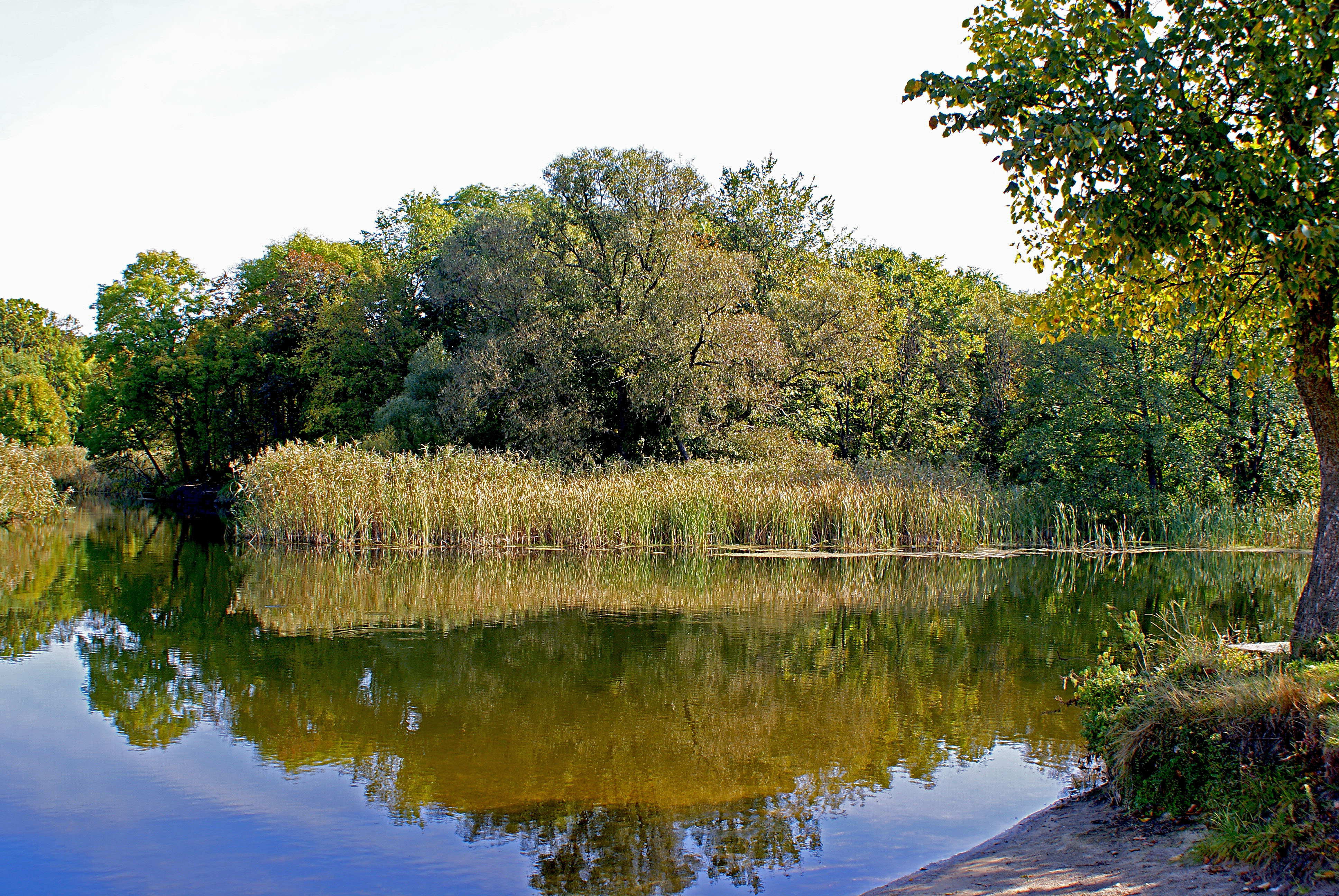
Река Битюг, «Затон», пгт Анна

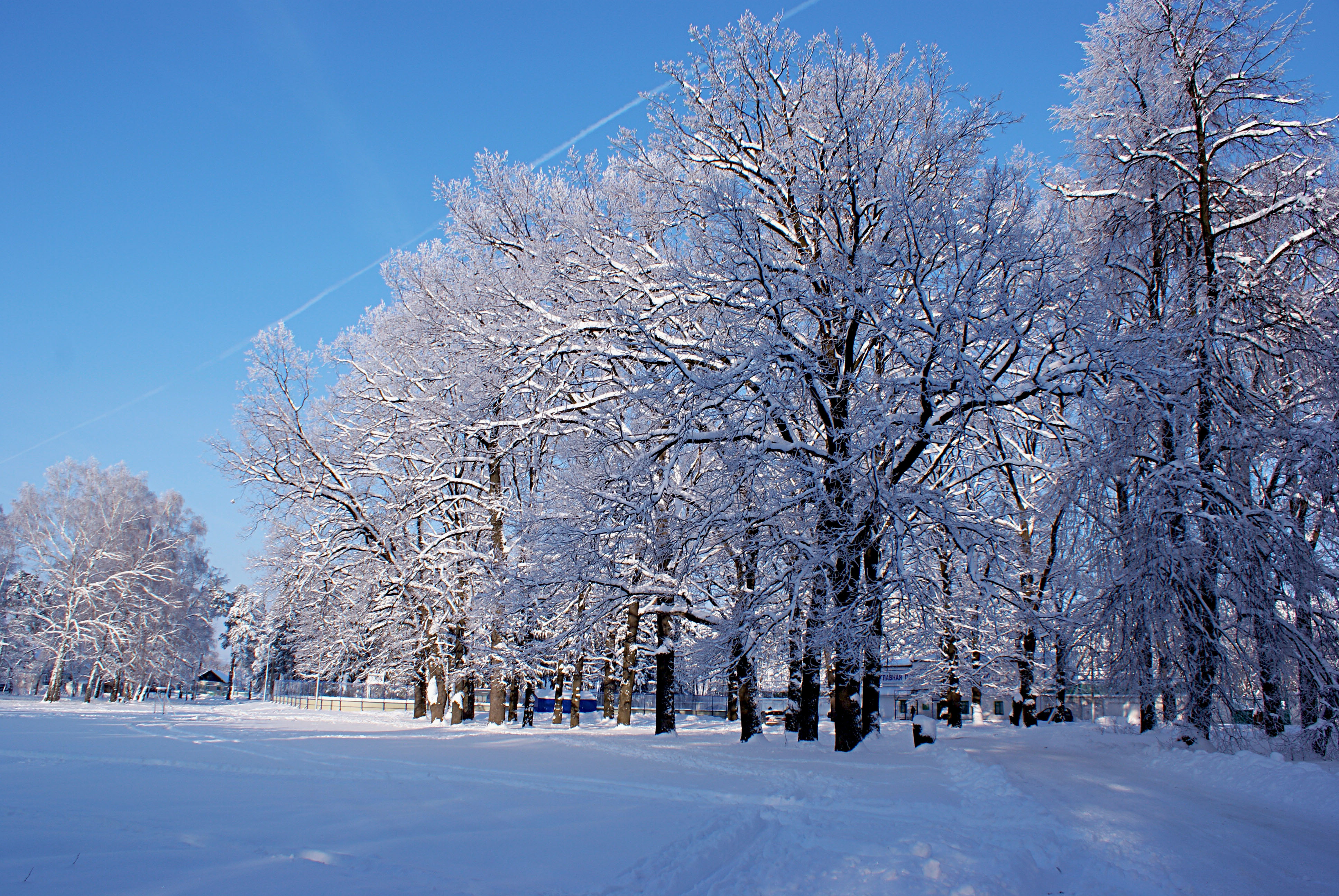
Дендропарк посёлка Анна

Аннинский район расположен в северо-восточной части Воронежской области и граничит со следующими районами Воронежской области:
- с севера — Эртильским,
- с северо-востока — Терновским,
- с востока — Грибановским,
- с юго-востока — Новохоперским,
- с юга — Таловским,
- с юго-запада — Бобровским
- и с запада — Панинским.

Общая площадь территории Аннинского муниципального района составляет 2098,02 квадратных километров.
Находится в лесостепной зоне, климат умеренно континентальный с довольно жарким летом и холодной зимой. Почва — мощные чернозёмы, рельеф спокойный.
Основные реки — Битюг, Тойда, Курлак, Токай, Анна. Много небольших рек — Берёзовка, Мосоловка, Осиповка, озёр, искусственных водоёмов.
Памятниками природы в Аннинском районе являются:
- Озеро Бабьё у села Бабинка — гидрологический.
- Участок реки Битюг от посёлка Анна до села Верхняя Тишанка — гидрологический.
- Ценные лесные культуры по правому берегу реки Битюг у села Васильевка (80 лет) — лесной.
- Дендропарк посёлка Анна (XIX век) — дендрологический.

Родники
- Холодный Ключ;
- Мокрая Вершина;
- Захаров колодец;
- Отряд;
- Голубой ключик;
- Святой колодец;
- Студёный;
- Ключ;
- Мосоловский;
- Монастырский колодец;
- Сеземовский.

## История
Район образован в составе ЦЧО постановлениями ВЦИК СНК РСФСР от 30 июля 1928 года «О новом районировании». Первоначально входил в Воронежский округ (16.07.1928 — 18.09.1929) Центрально-Чернозёмной области (ЦЧО), затем в Усманский округ (18.09.1929 — 23.07.1930) ЦЧО.
При разделении ЦЧО на Воронежскую и Курскую области в июне 1934 года вошёл в состав Воронежской области.
Постановлением ВЦИК РСФСР от 18 января 1935 года из состава Аннинского района выделен Садовский район (упразднён 5 октября 1957 года).
26 апреля 1962 года к Аннинскому району был присоединён Архангельский район.
В 1963 году в состав района вошла территория упразднённого Эртильского района.
В 1965 году Эртильский район был восстановлен, а границы Аннинского района приобрели современный вид.
Законом Воронежской области от 15 октября 2004 года № 63 ОЗ наделён статусом муниципального района.

## Население
| 1989    | 2000    | 2002    | 2005    | 2009    | 2010    | 2011    | 2012    | 2013    |
| ------- | ------- | ------- | ------- | ------- | ------- | ------- | ------- | ------- |
| 56 617  | ↘36 256 | ↗52 747 | →52 747 | ↘47 858 | ↘45 385 | ↘45 154 | ↘44 131 | ↘43 118 |
| 2014    | 2015    | 2016    | 2017    | 2018    | 2019    | 2020    | 2021    | 2025    |
| ↘42 137 | ↘41 195 | ↘40 403 | ↘39 715 | ↘39 064 | ↘38 485 | ↘38 174 | ↘36 149 | ↘34 154 |

### Урбанизация
В городских условиях (пгт Анна) проживают 42,74 % населения района.

### Национальный состав
По итогам переписи населения 2020 года проживали следующие национальности (национальности менее 0,1 % и другое, см. в сноске к строке «Другие»):
| Национальность | Численность, чел. | Доля     |
| -------------- | ----------------- | -------- |
| Русские        | 33 579            | 92,89 %  |
| Украинцы       | 105               | 0,29 %   |
| Армяне         | 75                | 0,21 %   |
| Цыгане         | 68                | 0,19 %   |
| Другие         | 2322              | 6,42 %   |
| Итого          | 36 149            | 100,00 % |

## Муниципально-территориальное устройство
В Аннинский муниципальный район входят 23 муниципальных образования, в том числе 1 городское и 22 сельских поселения.
| №  | Муниципальное образование           | Административный центр                            | Количество населённых пунктов | Население (чел.) | Площадь (км²) |
| -- | ----------------------------------- | ------------------------------------------------- | ----------------------------- | ---------------- | ------------- |
| 1  | Аннинское городское поселение       | посёлок городского типа Анна                      | 1                             | #Н/Д             | 16,52         |
| 2  | Артюшкинское сельское поселение     | село Артюшкино                                    | 1                             | ↘460             | 43,15         |
| 3  | Архангельское сельское поселение    | село Архангельское                                | 1                             | ↘2069            | 106,80        |
| 4  | Берёзовское сельское поселение      | село Берёзовка                                    | 2                             | ↘646             | 88,80         |
| 5  | Бродовское сельское поселение       | село Бродовое                                     | 1                             | ↗1239            | 46,53         |
| 6  | Васильевское сельское поселение     | село Васильевка                                   | 3                             | ↘1032            | 70,60         |
| 7  | Верхнетойденское сельское поселение | село Верхняя Тойда                                | 4                             | ↗1105            | 111,80        |
| 8  | Дерябкинское сельское поселение     | село Дерябкино                                    | 1                             | ↘418             | 44,66         |
| 9  | Краснологское сельское поселение    | посёлок Красный Лог                               | 2                             | ↗167             | 45,50         |
| 10 | Мосоловское сельское поселение      | село Мосоловка                                    | 5                             | ↘637             | 60,80         |
| 11 | Нащёкинское сельское поселение      | село Нащёкино                                     | 4                             | ↘760             | 107,26        |
| 12 | Николаевское сельское поселение     | село Николаевка                                   | 2                             | ↘1320            | 60,70         |
| 13 | Никольское сельское поселение       | село Никольское                                   | 1                             | ↘817             | 60,80         |
| 14 | Новожизненское сельское поселение   | посёлок Новая Жизнь                               | 8                             | ↘645             | 139,60        |
| 15 | Новокурлакское сельское поселение   | село Новый Курлак                                 | 5                             | ↘1090            | 152,49        |
| 16 | Островское сельское поселение       | село Островки                                     | 3                             | ↘828             | 105,99        |
| 17 | Пугачёвское сельское поселение      | посёлок Центральная Усадьба совхоза «Пугачёвский» | 3                             | ↘653             | 72,90         |
| 18 | Рамоньское сельское поселение       | село Рамонье                                      | 5                             | ↘581             | 90,10         |
| 19 | Рубашевское сельское поселение      | посёлок Рубашевка                                 | 5                             | ↘975             | 131,30        |
| 20 | Садовское сельское поселение        | село Садовое                                      | 1                             | ↘3650            | 103,08        |
| 21 | Старотойденское сельское поселение  | село Старая Тойда                                 | 2                             | ↘414             | 91,60         |
| 22 | Старочигольское сельское поселение  | село Старая Чигла                                 | 2                             | ↘617             | 85,20         |
| 23 | Хлебородненское сельское поселение  | село Хлебородное                                  | 3                             | ↘710             | 130,30        |

## Населённые пункты
В районе 65 населённых пунктов:
| №  | Населённый пункт                                  | Тип     | Население | Муниципальное образование           |
| -- | ------------------------------------------------- | ------- | --------- | ----------------------------------- |
| 1  | Александровка                                     | посёлок | ↘120      | Новожизненское сельское поселение   |
| 2  | Анна                                              | пгт     | ↘14 597   | Аннинское городское поселение       |
| 3  | Артюшкино                                         | село    | ↘460      | Артюшкинское сельское поселение     |
| 4  | Архангельское                                     | село    | ↘2069     | Архангельское сельское поселение    |
| 5  | Бабинка                                           | посёлок | ↘18       | Рамоньское сельское поселение       |
| 6  | Берёзовка                                         | село    | ↘936      | Берёзовское сельское поселение      |
| 7  | Бобяково                                          | село    | ↘85       | Хлебородненское сельское поселение  |
| 8  | Большая Алексеевка                                | село    | ↘234      | Хлебородненское сельское поселение  |
| 9  | Большие Ясырки                                    | село    | ↘646      | Рубашевское сельское поселение      |
| 10 | Бродовое                                          | село    | ↗1239     | Бродовское сельское поселение       |
| 11 | Васильевка                                        | село    | ↘586      | Васильевское сельское поселение     |
| 12 | Верхняя Тойда                                     | село    | ↘836      | Верхнетойденское сельское поселение |
| 13 | Гусевка                                           | посёлок | ↘93       | Рамоньское сельское поселение       |
| 14 | Гусевка 2-я                                       | посёлок | ↘179      | Новожизненское сельское поселение   |
| 15 | Денисовка                                         | посёлок | ↘1        | Мосоловское сельское поселение      |
| 16 | Дерябкино                                         | село    | ↘418      | Дерябкинское сельское поселение     |
| 17 | Дмитровский                                       | посёлок | ↘21       | Верхнетойденское сельское поселение |
| 18 | Дубровка                                          | посёлок | ↘116      | Новожизненское сельское поселение   |
| 19 | Желанное                                          | село    | ↘301      | Мосоловское сельское поселение      |
| 20 | Загорщино                                         | село    | ↘72       | Старочигольское сельское поселение  |
| 21 | Зеленёвка                                         | посёлок | ↘12       | Нащёкинское сельское поселение      |
| 22 | Козловский                                        | посёлок | ↘20       | Берёзовское сельское поселение      |
| 23 | Комсомольского отделения совхоза «Красное Знамя»  | посёлок | ↘91       | Рубашевское сельское поселение      |
| 24 | Красный                                           | посёлок | ↘32       | Краснологское сельское поселение    |
| 25 | Красный Лог                                       | посёлок | ↘242      | Краснологское сельское поселение    |
| 26 | Кругловский                                       | посёлок | ↘145      | Островское сельское поселение       |
| 27 | Круглоподпольное                                  | посёлок | ↘440      | Николаевское сельское поселение     |
| 28 | Кушлев                                            | посёлок | ↘45       | Новокурлакское сельское поселение   |
| 29 | Левашовка                                         | село    | ↘295      | Верхнетойденское сельское поселение |
| 30 | Мосоловка                                         | село    | ↘375      | Мосоловское сельское поселение      |
| 31 | Моховое                                           | село    | ↘357      | Новокурлакское сельское поселение   |
| 32 | Нащёкино                                          | село    | ↘529      | Нащёкинское сельское поселение      |
| 33 | Николаевка                                        | посёлок | ↘37       | Новожизненское сельское поселение   |
| 34 | Николаевка                                        | село    | ↘1188     | Николаевское сельское поселение     |
| 35 | Никольское                                        | село    | ↘817      | Никольское сельское поселение       |
| 36 | Новая Жизнь                                       | посёлок | ↘555      | Новожизненское сельское поселение   |
| 37 | Новомакаровский                                   | посёлок | ↘13       | Рамоньское сельское поселение       |
| 38 | Новонадеждинский                                  | посёлок | ↘707      | Васильевское сельское поселение     |
| 39 | Новоникольский                                    | посёлок | ↘6        | Новожизненское сельское поселение   |
| 40 | Новый Курлак                                      | село    | ↘585      | Новокурлакское сельское поселение   |
| 41 | Октябрьского отделения совхоза «Пугачёвский»      | посёлок | ↘74       | Пугачёвское сельское поселение      |
| 42 | Островки                                          | село    | ↘727      | Островское сельское поселение       |
| 43 | отделения «2-я Пятилетка» совхоза «Красное Знамя» | посёлок | ↘53       | Рубашевское сельское поселение      |
| 44 | Панкратовский                                     | посёлок | ↘20       | Старотойденское сельское поселение  |
| 45 | Первомайского отделения совхоза «Пугачёвский»     | посёлок | ↘51       | Пугачёвское сельское поселение      |
| 46 | Первомайское                                      | посёлок | ↘59       | Мосоловское сельское поселение      |
| 47 | Петровка                                          | посёлок | ↘81       | Новожизненское сельское поселение   |
| 48 | Прогресс                                          | посёлок | ↘125      | Рубашевское сельское поселение      |
| 49 | Рамонье                                           | село    | ↘864      | Рамоньское сельское поселение       |
| 50 | Романовка                                         | село    | ↘115      | Нащёкинское сельское поселение      |
| 51 | Рубашевка                                         | посёлок | ↘451      | Рубашевское сельское поселение      |
| 52 | Сабуровка                                         | село    | ↘129      | Мосоловское сельское поселение      |
| 53 | Садовое                                           | село    | ↘3650     | Садовское сельское поселение        |
| 54 | Светлый Путь                                      | посёлок | ↘0        | Новокурлакское сельское поселение   |
| 55 | Сергеевка                                         | посёлок | ↘55       | Новожизненское сельское поселение   |
| 56 | Софьинка                                          | село    | ↘191      | Васильевское сельское поселение     |
| 57 | Старая Тойда                                      | село    | ↘679      | Старотойденское сельское поселение  |
| 58 | Старая Чигла                                      | село    | ↘792      | Старочигольское сельское поселение  |
| 59 | Старый Курлак                                     | село    | ↘361      | Новокурлакское сельское поселение   |
| 60 | Студёное                                          | село    | ↘323      | Нащёкинское сельское поселение      |
| 61 | Суровский                                         | посёлок | ↘109      | Островское сельское поселение       |
| 62 | Трежесковка                                       | посёлок | ↘0        | Рамоньское сельское поселение       |
| 63 | Фоминовка                                         | хутор   | ↘0        | Верхнетойденское сельское поселение |
| 64 | Хлебородное                                       | село    | ↘710      | Хлебородненское сельское поселение  |
| 65 | Центральная Усадьба совхоза «Пугачёвский»         | посёлок | ↘743      | Пугачёвское сельское поселение      |

Упразднённые населённые пункты: Афоновка, Кретовка, Михайловка.

## Герб
Герб Аннинского района утверждён решением Совета народных депутатов Аннинского муниципального района от 2 августа 2007 года № 11. Описание герба: «В серебряном поле на оконечности, выстланной золотыми колосьями и узко завершенной зеленью, — церковная главка, крытая ромбовидными лазоревыми листами с золотыми нитевидными краями и завершенная шестиконечным золотым крестом на таковом же шаре».
Герб Аннинского муниципального района в соответствии со статьёй 19 Закона Воронежской области от 5 июля 2005 г. № 50-ОЗ «Об официальной и иной символике в Воронежской области», может воспроизводиться в двух равнодопустимых версиях:
- без вольной части;
- с правой вольной частью — четырёхугольником, примыкающим к верхнему и правому краю щита с воспроизведёнными в нём фигурами герба Воронежской области.

Символика герба Аннинского муниципального района
Герб языком символов и аллегорий отражает исторические, природные и экономические особенности Аннинского района. В настоящее время Аннинский район — один из крупных сельскохозяйственных районов области, а в районном центре — поселке Анна — сосредоточены крупные предприятия перерабатывающей промышленности. Климат и мощные чернозёмы определили основное занятие жителей района: хлебопашество и животноводство. Традиционным направлением в растениеводстве является выращивание зерновых культур, сахарной свеклы и подсолнечника, в животноводстве — крупного рогатого скота и свиней. О развитом сельскохозяйственном производстве говорит оконечность герба, выстланная золотыми колосьями.
Золотые колосья — символ роста, обновления и развития, благополучия, богатства. Церковная главка символизирует Христо-Рождественский храм, расположенный в поселке Анна, и является символом веры и духовности.
- Золото в геральдике — символ богатства, уважения, интеллекта, стабильности.
- Серебро — символ мира, взаимопонимания, чистоты.
- Зелёный цвет — символ радости, жизни, изобилия, возрождения, природы и плодородия, а также здоровья.
- Лазурь (синий, голубой) — символ возвышенных устремлений, мышления, искренности и добродетели.

### Авторская группа
- идея герба: Сергей Афанасьев (п. Анна), Константин Мочёнов (Химки);
- обоснование символики: Юрий Коржик (Воронеж);
- художник и компьютерный дизайн: Оксана Афанасьева (Москва).

## Экономика
Промышленный потенциал включает в себя 17 предприятий. Наибольший удельный вес занимают предприятия обрабатывающих производств (14 предприятий): производство пищевых продуктов (11 предприятий), полиграфия (1 предприятие), производство прочих неметаллических минеральных продуктов (1 предприятие), производство машин и оборудования (1 предприятие). Производство и распределение электроэнергии, газа и воды — 3 предприятия.
Основные предприятия:
- «Аннинское молоко» филиал ОАО «Вимм-Билль-Данн» — производство молочной продукции, масла животного, мороженого.
- Филиал «МЭЗ Аннинский» ООО «МЭЗ ЮГ Руси» — производство масла растительного.
- ОАО «Аннинский мясокомбинат» — производство колбасных изделий.
- ООО «Винзавод Аннинский» — производство плодовых вин.
- ООО «Садовский сахарный завод» — производство сахарного песка.
- ПО Хлебокомбинат — производство хлебобулочных изделий, безалкогольных напитков.
- ООО «Маккон» — производство кондитерских, макаронных изделий и безалкогольных напитков.
- ООО « ТПК Зернопродукты» — производство хлебобулочных изделий.
- ООО "Пищевой комбинат «Аннинские продукты» — производство горчицы, майонеза, томатной пасты, кетчупа, соуса и др.
- МУП «Аннинская типография» — полиграфия.
- ООО «Парус» — производство блоков ФС, товарного бетона, раствора.
- ЗАО «Аннинская сельхозтехника» — ремонт электродвигателей, автотракторного электрооборудования.
- МУП «Водоканал» — водоснабжение и водоотведение.
- МУП «Райтеплосеть» — теплоснабжение.
- МУП «Теплосеть» — теплоснабжение.

В промышленный потенциал района привлечены инвестиции крупнейших в России компаний, таких как ОАО «Вимм-Билль-Данн», ООО «Продимекс», ООО «Юг Руси».
На 10-м Всероссийском конкурсе «Лучшие российские предприятия — 2006 года» ООО «Аннинское молоко» в номинации «Предприятие-лидер» получило главную награду конкурса — премию «Екатерина Великая». Все предприятия работают рентабельно.
Агропромышленный комплекс района является базовой отраслью материального производства. Сельскохозяйственным производством заняты 32 сельскохозяйственные организации, специализирующиеся на растениеводстве и животноводстве, 152 крестьянских (фермерских) хозяйств, 13,5 тысяч личных подсобных хозяйств.
Объём валовой продукции произведённой в 2006 году составил 1 млрд. 876 млн рублей. Удельный вес животноводческой продукции составил 33 %. 

В общем объёме производства лидирующую позицию сохранили коллективные хозяйства — 67,3 %, фермерские хозяйства — 13 %, личные подворья — 19,7 %. 

Сахарная свекла выращивалась на площади 14,7 тыс. га. Валовой сбор составил 503 тыс. тонн. Подсолнечник — на площади 16,6 тыс. га. Валовой сбор — 27,7 тыс. тонн. 

В отрасли животноводства — 16 тыс. голов КРС, в том числе 7 тыс. коров; свыше 42 тыс. голов свиней, в том числе 35 тыс. голов содержится в специализированном хозяйстве «Николаевское». 

Производство мяса составило 6,7 тыс. тонн, молока — 23,2 тыс. тонн.
Национальный проект «Развитие АПК» дал заметный толчок развитию малых форм хозяйствования. Из 43 млн рублей кредитов выдано личным хозяйствам 9 млн рублей и 34 млн рублей фермерским хозяйствам.
3 хозяйства района входят в категорию «300 лучших предприятий России».
В районе разработана «Программа экономического и социального развития Аннинского муниципального района на 2007—2011 годы», которая рассмотрена и утверждена Советом народных депутатов 07.02.2007 года.
Суммарный объём финансирования программы — 2 млрд. 496 млн рублей. Социальный эффект составит 427 млн рублей. Дополнительные платежи в бюджет всех уровней — 430 млн рублей.
В области образования успешно реализуются программы «Одарённые дети», «Сохранение здоровья школьников», «Лучший учитель».
В области здравоохранения — программа «Здоровье» и ряд специальных программ.
Успешно реализуются приоритетные национальные проекты: «Образование», «Здоровье», «Доступное и комфортное жильё», «Развитие агропромышленного комплекса».
С приходом природного газа на территорию района (ноябрь 2001 года) отмечены достаточно высокие темпы роста инвестиционной деятельности.
Динамика инвестиций в основной капитал:
2002 год — 234 млн рублей;
2003 год — 314 млн рублей;
2004 год — 331 млн рублей;
2005 год — 515 млн рублей;
2006 год — 798 млн рублей.
Инвестиции по отраслям экономики за 2006 год:
Всего — 798 млн рублей
Промышленность — 39 млн рублей — 4,9 %
Сельское хозяйство — 245 млн рублей — 30,7 %
Жилищное хозяйство — 33 млн рублей — 4,1 %
Коммунальное хозяйство — 408 млн рублей — 51,1 %
Прочие отрасли — 73 млн рублей — 9,2 %.
В структуре источников финансирования выделяются привлечённые средства — 660 млн рублей или 82,7 % от общего объёма капитальных вложений.
На газификацию района израсходовано в 2006 году 408 млн рублей, строительство поликлиники — 30 млн рублей, жилья — 33 млн рублей.
За 2006 год введены в эксплуатацию 163,4 км газопроводов. Газифицировано 1663 домовладения. В 2007 году будет газифицировано ещё 15 населённых пунктов.

## Транспорт
Через район проходят:

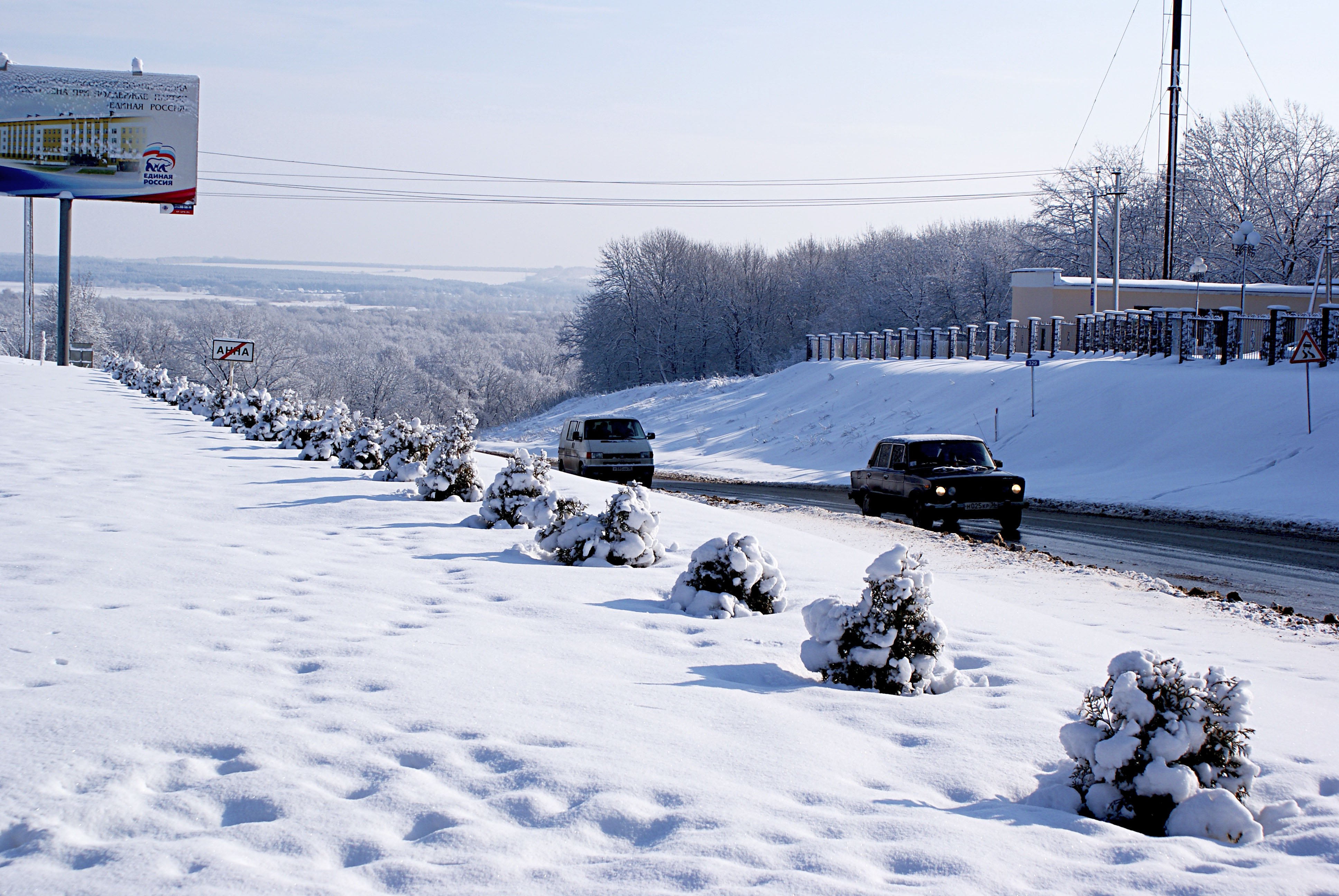
Федеральная трасса А144, пгт Анна

- федеральная трасса А144 «Курск—Воронеж—Саратов»;
- трассы областного подчинения: «Анна—Таловая», «Анна—Эртиль», «Анна—Бобров».

Посёлок Анна имеет железнодорожное сообщение: «Анна —Графская».

## Уроженцы района
- Дольский А.В. — оперный певец.
- Борзунов, Семен Михайлович - писатель, полковник, уроженец с. Студеное.
- Локотков, Константин Петрович — писатель.
- Козлов К. А. — поэт; уроженец села Старая Чигла.
- Королькова, Анна Николаевна — Сказочница, член Союза писателей СССР, уроженка села Старая Тойда.
- Перевёрткин, Семен Никифорович — Герой Советского Союза, генерал-полковник.
- Пуговичникова, Любовь Михайловна (род. 1958) — советская велогонщица
- Рубцов, Герасим Архипович — Герой Советского Союза, подполковник.
- Спахов, Федор Яковлевич — Герой Советского Союза, капитан, награждён орденами Ленина, Красного Знамени, Отечественной войны 2 ст., Красной Звезды; уроженец села Николаевка.